# Richard Verschoor
Richard Verschoor (Benschop, Països Baixos, 16 de desembre de 2000) és un pilot d'automobilisme neerlandès que actualment competeix en la Fórmula 2 per l'equip MP Motorsport.
El pilot va començar la carrera en monoplaçes en 2016, inclòs guanyar la primera temporada del campionat espanyol de Fórmula 4.